# Bézenac
Bézenac (trong tiếng Occitan Besenac) là một xã của Pháp, nằm ở tỉnh Dordogne trong vùng Aquitaine của Pháp. Xã này có diện tích 4,16 km2, dân số năm 2004 là 126 người. Xã nằm ở khu vực có độ cao trung bình 120 m trên mực nước biển.

## Thông tin nhân khẩu
| Năm    | 1962 | 1968 | 1975 | 1982 | 1990 | 1999 | 2004 |
| ------ | ---- | ---- | ---- | ---- | ---- | ---- | ---- |
| Dân số | 168  | 167  | 137  | 169  | 117  | 129  | 126  |